# 津料
津料（つりょう）は、中世日本の津（港）において停泊する船あるいは積荷に対して賦課・徴収された通行税。

## 概要
元来は津（港）の施設の管理・維持のための費用を調達するために賦課されたが、後には寺社の修繕費などに充当するなどの様々な名目をつけて賦課されるようになった。船の大きさや積荷の種類・積載量を基準に賦課された。例えば、米1石に対して1/100（＝1升）を徴収することを升米（しょうまい）と称した。他にも賦課方法によって艘別銭（そうべつせん）・帆別銭（ほべつせん）・置石（おきいし）・勝載料（しょうさいりょう）・目銭（もくせん）など様々な呼称がありこれらを総称して「津料」と呼ばれるようになった（ただし、こうした中世日本の通行税の呼び名は関所における「関銭」とともに名称が混淆されて用いられるケースが多いことに注意する必要がある）。
津料に関する最古の記録の例は保延元年（1135年）に伊賀国黒田荘の3ヶ所の津の沙汰人が東大寺東円堂修理のための木材を津料と称して差し押さえようとしたことが知られている（『東大寺文書』）。また、建暦2年（1212年）に鎌倉幕府が各地の関所を廃止した際に津料・河手の徴収も禁じている（『吾妻鏡』）。